# Nabatejci
Nabatejci (vlastito ime "Nabatu", lat. Nabataer) su bili savez arapskih nomadskih plemena sjeverozapadne Arabije.
Nabatejci su kao karavanski trgovci velikim dijelom kontrolirali trgovačke putove prema južnoj Arabiji i od 4. stoljeća pr. Kr. ostvarili značajnu gospodarsku i političku moć. U razdoblju od 150. pr. Kr. pa do 105. n.e. udružili su se u kraljevinu koja se pružala od Sinajskog poluotoka prema sjevernoj Arabiji. Nakon što ih je Antigon I. Monoftalmos bezuspješno 312. pr. Kr. pokušao pokoriti, proširili su područje svojg utjecaja i na Siriju. Grčki povjesničar Diodor (1. stoljeće pr. Kr.) zapisao je sljedeće:
...živjeli su razbojničkim životom i često pljačkali susjedne zemlje [....]. Nisu sijali žitarice, niti uzgajali voćke niti pili vino, a nisu niti gradili kuće. Ako je netko prekršio to pravilo, bio je kažnjavan smrću. [....] iako su postojala mnoga druga arapska plemena koja su koristila pustinju, sve su ih daleko premašili bogatstvom iako ih nije bilo više od 10.000, jer puno njih je znalo dovesti do mora tamjan, mirnu i odabrane začine....
Oko 85. pr. Kr. Nabatejci pod kraljem Aretom III. osvajaju Damask. U vrijeme vojskovođe Gneja Pompeja postali su rimski vazali, ali je Areta ipak uspio očuvati jedinstvo svog kraljevstva. Tek u vrijeme cara Trajana 106. godine Nabatejci gube svoju relativnu neovisnost i postaju kao rimska provincija Arabija Petra sastavni dio Rimskog Carstva.
Važni gradovi su bili glavni grad Petra u današnjem Jordanu i Bostra na području današnje Sirije.
U poljoprivredi su koristili izvrstan sistem navodnjavanja, koji je danas predmet proučavanja znanstvenika s Jeruzalemskog univerziteta. Kako su živjeli u području ekstremno aridne klime, skupljali su oborine u okolini, i dovodili vodu na polja. Omjer između poljoprivredno korištene površine i površine na kojoj su skupljali kišnicu je bio 1:10 i 1:20. Na polja su ju dovodili principom slobodnog pada.
Imali su još jedan vrlo unosan izvor prihoda. Trgovali su grudama katrana koji se dizao na površinu Mrtvog mora. Katran je uglavnom prodavan u Egipat gdje se koristio u postupku balzamiranja.  

## Vanjske poveznice
- (engl.) Lendering, Jona. 10. studenoga 2009. Nabataeans. Livius. Amsterdam. Inačica izvorne stranice arhivirana 2. siječnja 2012. Pristupljeno 9. kolovoza 2011.